# Аккумський сільський округ (Толебійський район)
Акку́мський сільський округ (каз. Аққұм ауылдық округі, рос. Аккумский сельский округ) — адміністративна одиниця у складі Толебійського району Туркестанської області Казахстану. Адміністративний центр — село Жанауйим.
Населення — 4426 осіб (2021; 3522 у 2009, 3825 у 1999, 3522 у 1989).
Станом на 1989 рік села Жанауйим, Кизиласкер та Моминай перебували у складі Новостроївської сільської ради. Після 1999 року частина села Жанауйим було включено до складу міста Ленгер

## Склад
До складу округу входять такі населені пункти:
| Населений пункт | Колишні назви | Населення, осіб (1989) | Населення, осіб (1999) | Населення, осіб (2009) | Населення, осіб (2021) |
| --------------- | ------------- | ---------------------- | ---------------------- | ---------------------- | ---------------------- |
| Аккум, село     | Кизиласкер    | 1159                   | 1223                   | 1411                   | 1405                   |
| Жанауйим, село  | -             | 1158                   | 1228                   | 616                    | 1263                   |
| Моминай, село   | -             | 1205                   | 1374                   | 1495                   | 1758                   |